# Monestir cartoixà

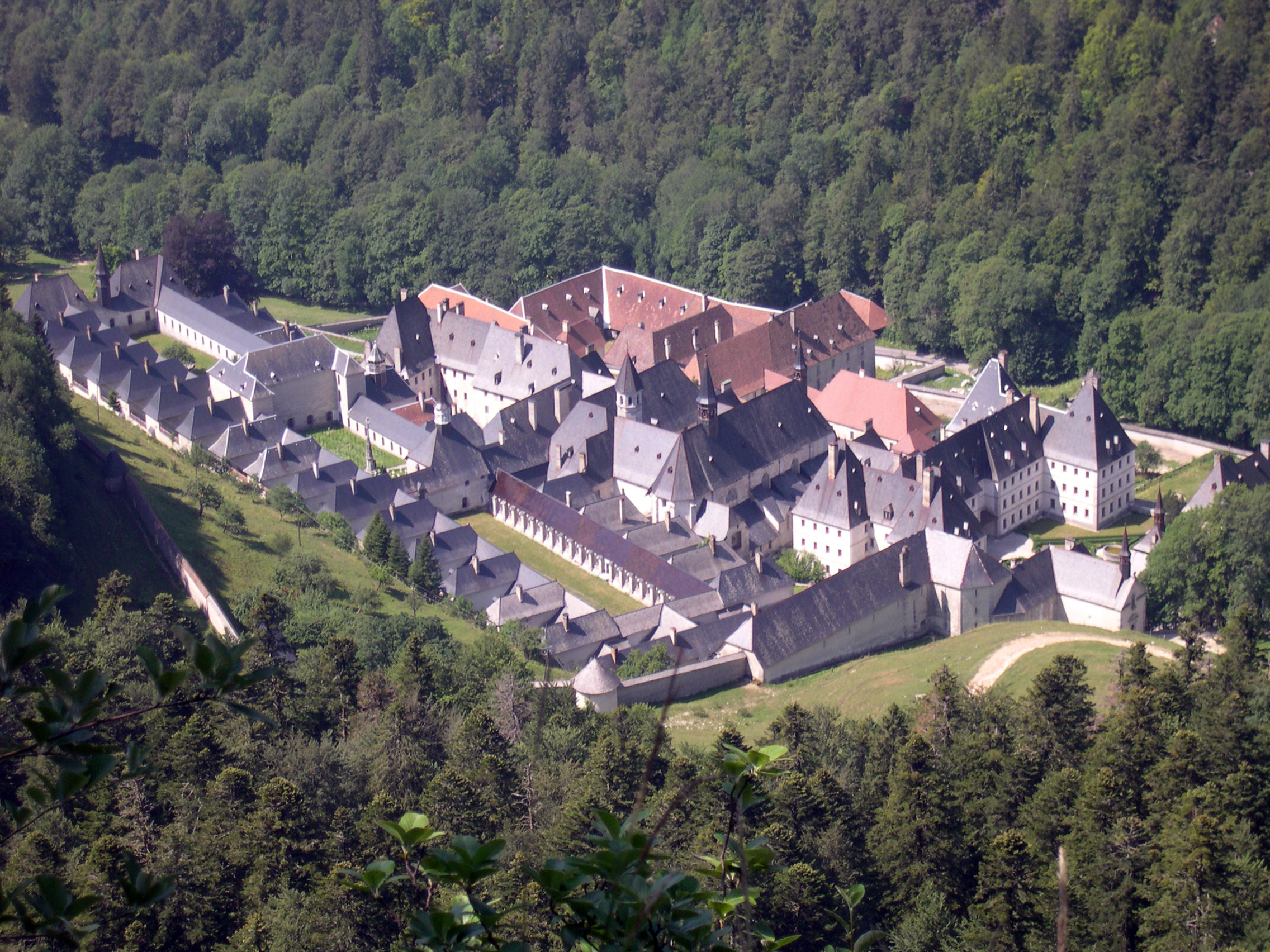
La Gran Chartreuse, a Isère (França), monestir fundador i seu de l'ordre.

Una cartoixa o monestir cartoixà és un monestir de l'orde religiós de la Cartoixa. La paraula cartoixa prové del nom de la Chartreuse (al seu torn del llatí Cartusia), un massís situat a França, al nord de Grenoble, on Sant Bru va fundar la primera casa Cartoixa.

## Història
Sant Bru va ser el fundador del primer monestir anomenat "la Chartreuse". Va ser edificat el 1084 amb l'ajuda d'altres sis companys, en uns terrenys muntanyencs i solitaris, a pocs quilòmetres de Grenoble (França), que els havia facilitat Hug de Grenoble, bisbe d'aquesta ciutat. L'estructura estava format per cabanyes de fusta individuals que uneixen a la zona de vida en comú (església, refetor i sala capitular) a través d'una galeria, també de fusta.
El lloc triat no va ser molt encertat per la quantitat d'allaus de neu que suportaven, així que un dels successors de Sant Bru, Guido I, va traslladar la comunitat una mica més a baix de la gran muntanya i va fundar La Gran Chartreuse.
Guido I va redactar el 1127 80 capítols per a una regla que va titular Consuetudines Cartusiae. El papa Inocenci II la va aprovar el 1133. Es fonamenta en la regla benedictina més les normatives afegides per a l'orde cartoixà. Els monjos havien de ser 12 i més endavant es va arribar al nombre de 24. Vivien en cel·les individuals amb accés a un petit hort que conreava cadascun. Les cel·les estaven disposades entorn del claustre. Per poder comunicar-se amb la resta del món s'ajudaven dels llecs que convivien amb ells en estances separades i que tenien accés a la vida exterior.
Els cartoixans portaven una vida de contemplació i de retir però no necessàriament els seus monestirs estaven construïts en llocs apartats i recòndits. L'aïllament ho donava el propi edifici i les seves dependències estructurades especialment a aquest efecte. Durant els segles XI, xii i xiii va haver-hi molt poques cartoixes. El 1200 hi havia només 37, mentre Europa tenia centenars de monestirs benedictins i premostratenses. Als segles xiv i xv arriben a ser 195; és el moment de màxima esplendor i el moment en què es transformen els edificis que passen de tenir una arquitectura funcional a ser centres de creació d'art.
És en aquests segles quan els reis, la noblesa, els burgesos i els homes més poderosos es fixen en aquesta ordre de vida contemplativa i duríssima i decideixen assegurar-se que les seves valuoses oracions serveixin com a intermediàries per a la salvació de la seva ànima. A canvi d'aquestes oracions, s'obligaven a dotar els monestirs de grans obres d'art. No es concep en aquesta època que els edificis on habita gent tan santa siguin austers i pobres.

### Arquitectura d'una cartoixa
Es pot saber com estava estructurada arquitectònicament una cartoixa gràcies al complet plànol de la cartoixa de Clermont dibuixat per Viollet-li-Duc, historiador i arquitecte francès del segle xix.

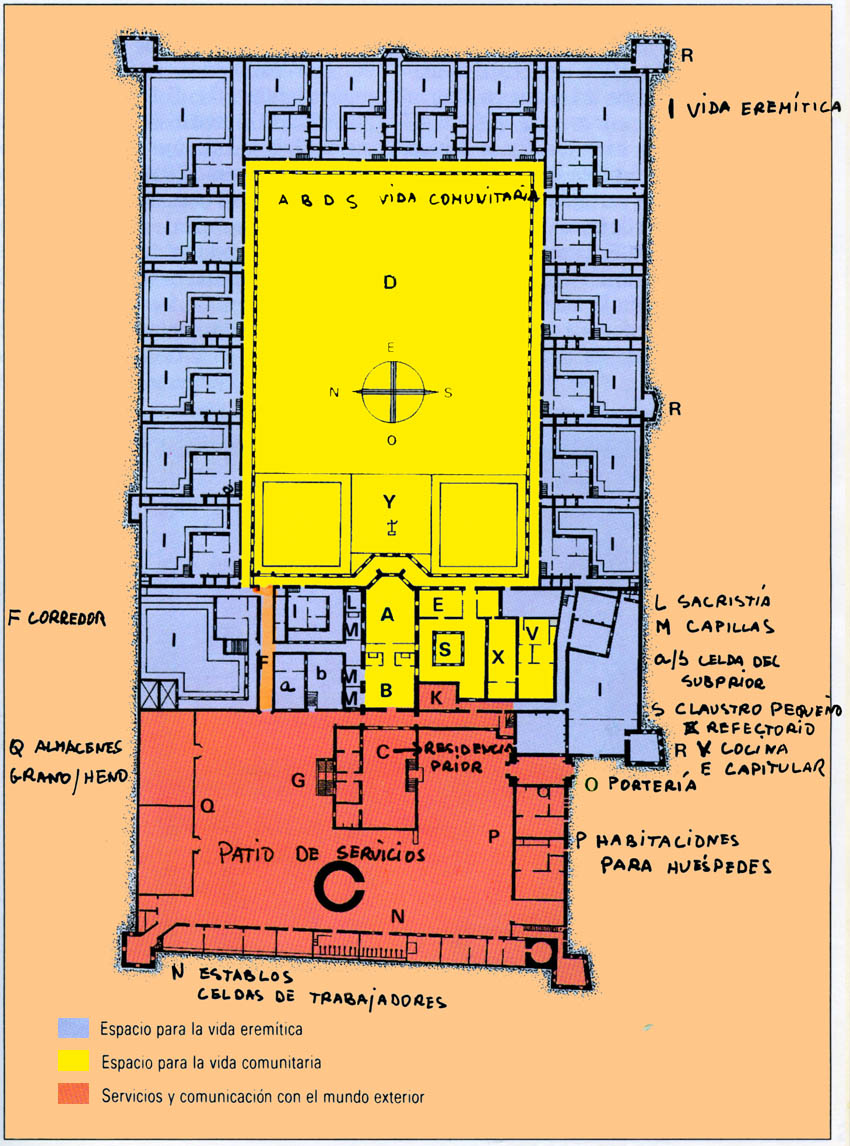
Plànol de la cartoixa de Clermont a França, segons Eugène Viollet-li-Duc

En aquest plànol es poden distingir dues àrees ben diferenciades: una de major extensió que comprèn el veritable monestir, destinada a la vida comunitària, i una altra de serveis i comunicació amb l'exterior.
La zona de serveis consta d'un gran pati on es distribueixen les estances. Qualsevol persona aliena a la comunitat té accés a aquesta zona, a la qual s'entra per la porteria instal·lada en el costat sud. Al costat d'ella estan les habitacions per a hostes. Al centre del pati es troba la residència del prior (no la cel·la) que al seu torn té un petit pati amb una font. En aquest espai el prior podia treballar i rebre visites. En el costat nord estan els magatzems o graners per guardar el gra i el fenc. A l'oest es troben les habitacions dels treballadors i les estades destinades a estables. En el costat est no hi ha dependències doncs és el mur que separa la zona de serveis amb la de la comunitat. En aquest mur es troben les obertures d'accés al monestir pròpiament dit. Pel centre s'entra a l'església.

### Descripció d'una cel·la

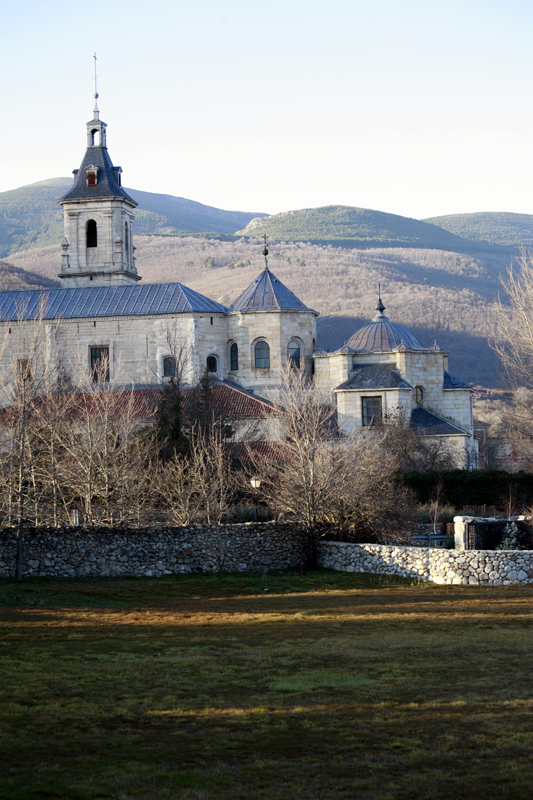
Monestir de Santa Maria del Paular, situat a la vall del Lozoya, en el nord-oest de la Comunitat de Madrid (Espanya).

La cel·la d'un cartoixà tenia com a mobiliari un llit de fusta amb un sac de palla i dues mantes més coixí, un banc, una taula i una prestatgeria amb dos únics llibres que podien disposar. En la paret podien tenir penjat un crucifix o un quadre de devoció. La cel·la tenia un petit afegit que servia com a cambra d'estar. Des d'ella s'accedia a l'hort. Per un dels seus costats hi havia un corredor que l'aïllava de la paret del claustre, per evitar possibles torbacions. Aquest corredor tenia al seu torn un petit pòrtic pel qual podia entrar el prior a l'hort per inspeccionar-ho i donar el vistiplau. Tots els horts estaven protegits per un mur que envoltava el conjunt monàstic. Per l'altre costat hi havia un altre corredor que conduïa fins a la latrina que es trobava al fons. En el costat oposat hi havia una estreta obertura que donava a la paret del claustre. Per aquesta obertura un germà o convers dipositava el menjar que solia consistir en pa, gerra de vi i alguna altra cosa que no produís l'hort.[6]
Les cel·les dels cartoixans es van mantenir sempre sòbries i pobres sense que la sumptuositat de l'església o de la resta del monestir (quan n'hi hagués) les contaminés en cap sentit.

### L'art en una cartoixa
Durant els segles xiv i xv els reis, nobles, prínceps de l'església, burgesos, etc., van dotar als cartoixans de grans obres d'art. Els reis de Castella van afavorir en aquest sentit als cartoixans de Miraflores a Burgos (Espanya) i el Paular a Madrid. Poden veure's fabulosos sepulcres, magnífics escuts i gran ornamentació a les esglésies. Els ducs de Borgonya van fer el mateix amb la cartoixa de Champmol a Dijon, on es conserven obres dels millors artistes de l'època: Jean de Marville (escultor), Claus Sluter, escultor representatiu d'aquesta època que va influir en l'escultura gòtica del segle xv i l'obra mestra del qual en aquesta cartoixa és el gran Calvari del que es conserva l'alt pedestal conegut com El Pou de Moisès, amb representacions de Moisès, David, Jeremies, Zacaries, Isaïes i Daniel. Li va ajudar el seu nebot Claus de Werwe, autor del sepulcre de Felip II de Borgonya en aquesta mateixa cartoixa.

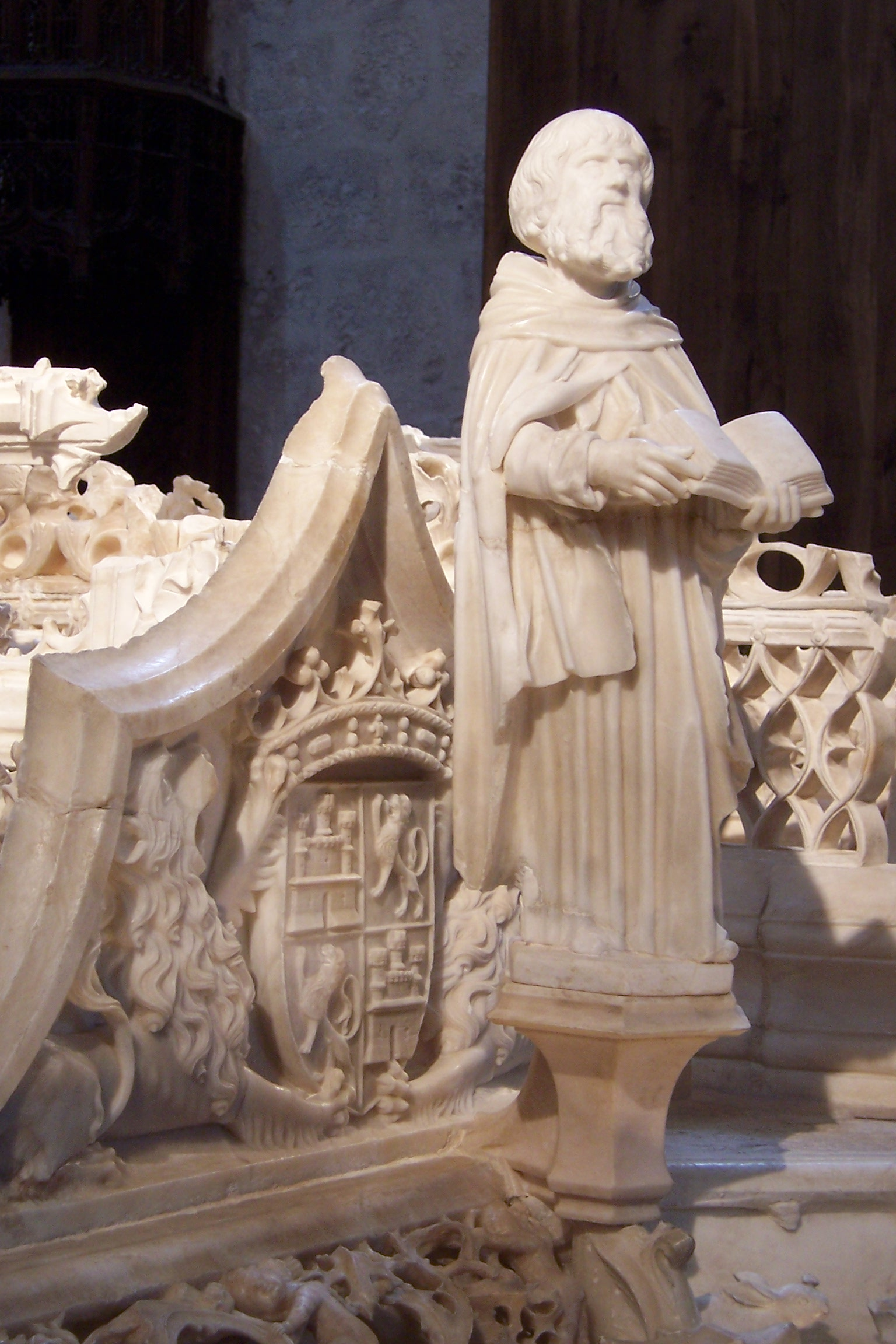
Detall del monument funerari de Joan II a la Cartoixa de Miraflores, obra de Gil de Siloé.

L'arquitecte responsable de l'obra va ser Drouet de Dammartin que va dur a terme una total transformació, convertint un humil monestir en un altre d'aspecte sumptuós. Els pintors consagrats van ser Broederlam (1394-1399) les taules del qual ara estan al museu de Dijon i Simone Martini (1283-1344), artista del trecento italià.
L'art funerari en les cartoixes es manifesta de manera molt especial doncs era aquest tema el que impulsava als patrocinadors a enaltir i enriquir els monestirs d'aquest orde religiós tan dedicat a l'oració. Així va sorgir la moda des de Champmol de construir els monuments funeraris a la meitat de l'església perquè les oracions dels cartoixans, dirigides a l'altar major, no tinguessin més remei que ensopegar amb els enterraments. Tal era la fe en aquestes oracions per la salvació de l'ànima. El monument funerari estava acompanyat per les estàtues dels monjos en plena oració afligit (els anomenats pleurants), amb el rostre ocult per la caputxa. Va ser una moda que es va estendre per tot Europa. A la cartoixa de Miraflores de Burgos, Isabel la Catòlica va manar erigir un monument funerari als seus pares, també enmig de l'església. La diferència amb el de Champmol està en l'absència de tot aire fúnebre i dramàtic. En aquest cas de l'autor Gil de Siloé en fer la seva obra gairebé un segle després de la francesa i atenint-se a altres modes, dota als seus personatges d'un aire dolç i serè.

## Monestirs

### A Espanya

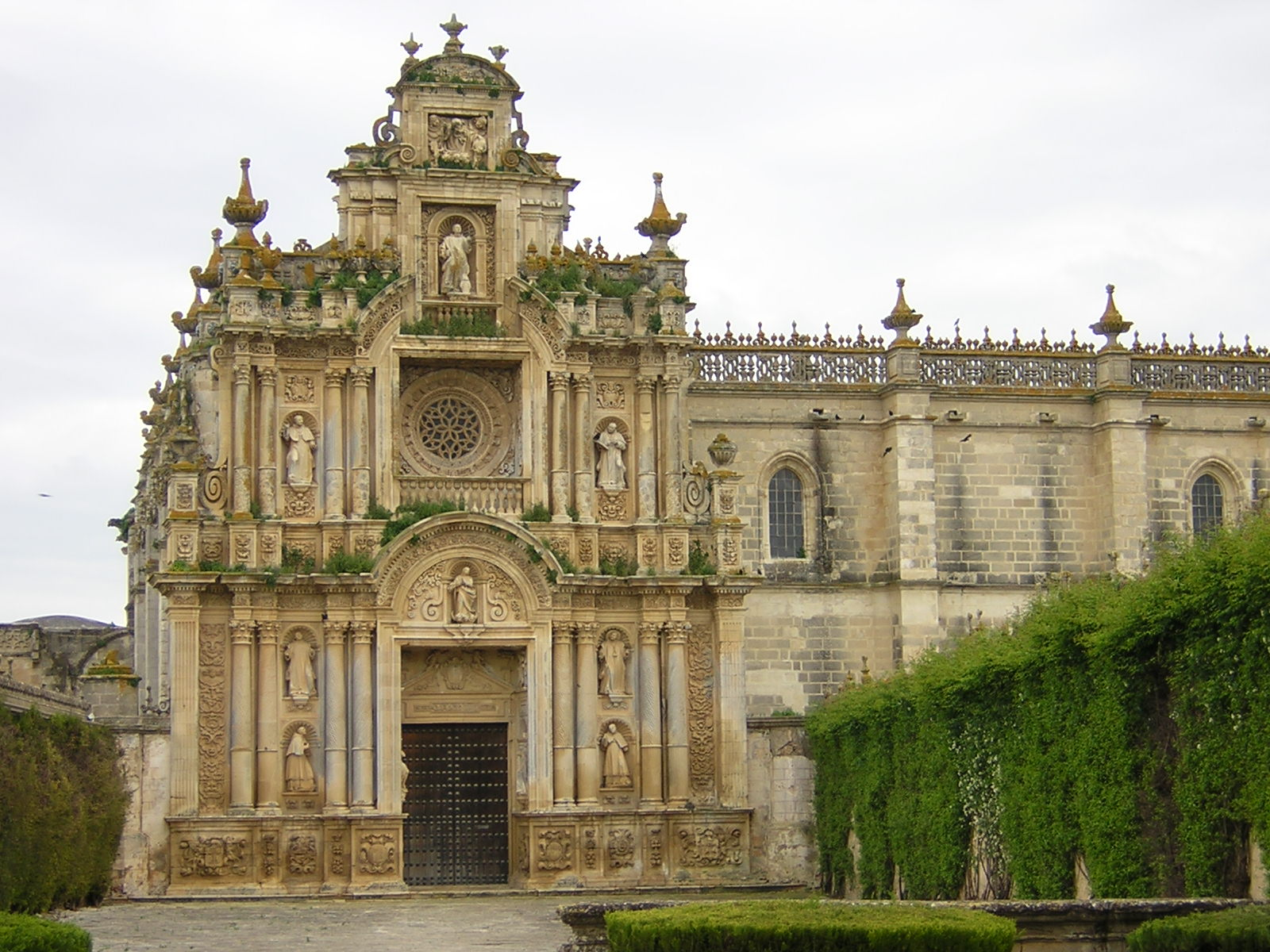
Santa María de la Defensión (Jerez de la Frontera)

De tots els monestirs cartoixans que existeixen a Espanya només sis continuen sent monestirs de l'orde i d'aquests sis només tres romanen habitats per monjos. El més antic a Espanya possiblement va ser la Cartoixa de Scala Dei i el més antic encara habitat per monjos és el de Porta Coeli.

#### Andalusia
- Cartoixa de Sevilla
- Cartoixa de Granada
- Cartoixa de Cazalla de la Serra
- Cartoixa de Jerez de la Frontera

#### Aragó
- Cartoixa d'Aula Dei
- Cartoixa de la Inmaculada Concepción
- Cartoixa de La nostra Senyora de les Fonts

#### Castella i Lleó
- Cartoixa de Miraflores

#### Catalunya
- Cartoixa de Montalegre
- Cartoixa de Scala Dei
- Castell cartoixa de Vallparadís

#### Comunitat de Madrid
- Cartoixa de Santa María del Paular

#### Comunitat Valenciana
- Cartoixa de Porta Coeli
- Cartoixa de Vall de Crist

#### Illes Balears
- Cartoixa de Valldemosa

### Altres països

#### França
- Cartoixa de Champmol
- La Gran Chartreuse
- Cartoixa de Clermont

#### Alemanya
- Cartoixa de Friburg

#### Itàlia
- Cartoixa de Pavía
- Cartoixa de Sant Martino

#### Argentina

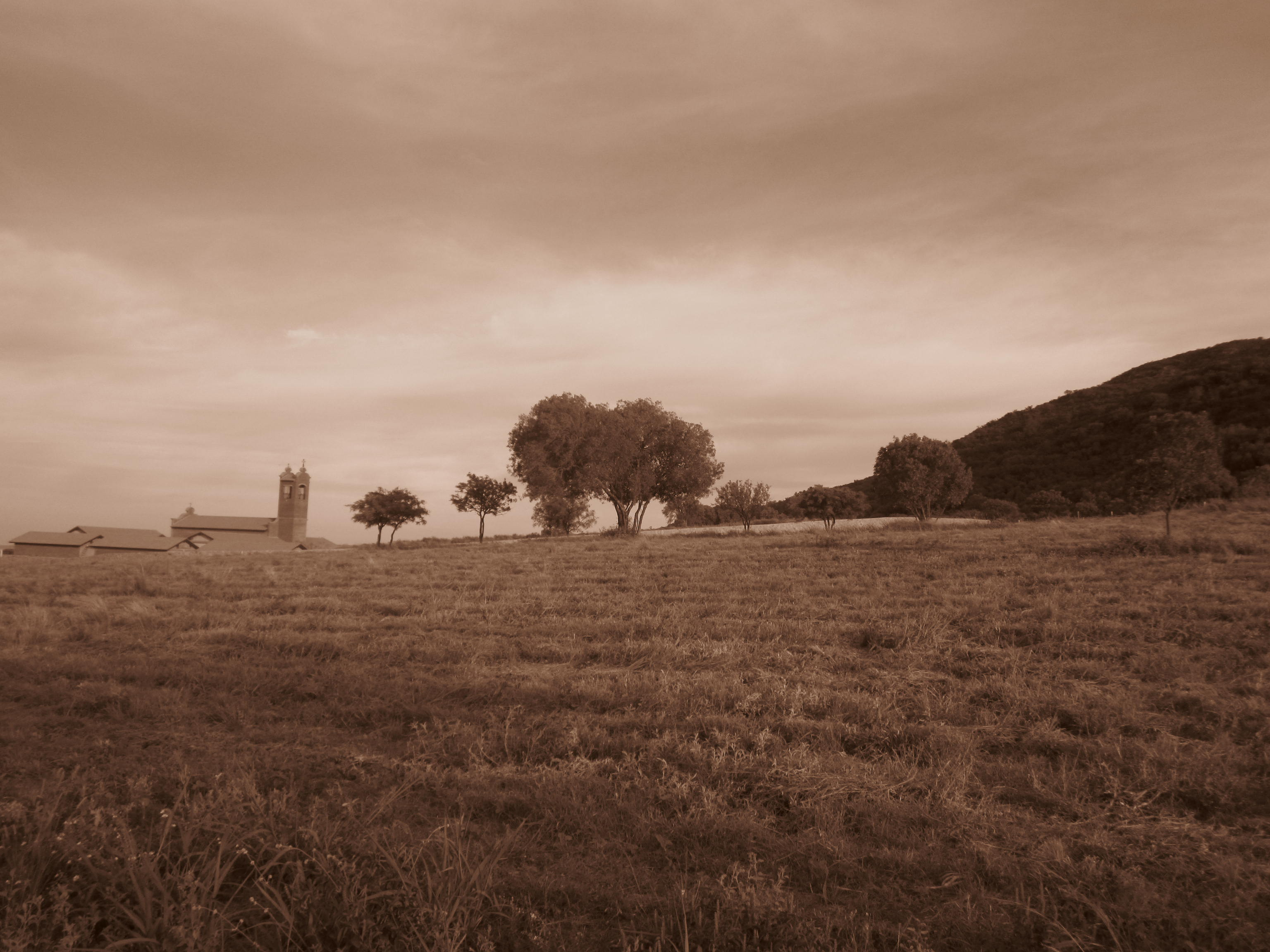
Cartoixa San José, a l'Argentina

- Cartoixa San José (Deán Funes) Cartoixa San José, a l'Argentina